# Charlotte Perkins Gilman
Charlotte Perkins Gilman (Hartford, 3 de juliol de 1860-Pasadena, 17 d'agost de 1935) va ser una escriptora, sociòloga i activista política estatunidenca, molt activa en defensa dels drets civils de les dones entre finals de 1890 i mitjans de 1920. La seva obra més coneguda és El paper de paret groc (1892), un relat breu amb trets autobiogràfics escrit després d'una profunda depressió postpart. La seva utopia Terra d'elles (1915) és considerada la precursora de la ciència-ficció feminista moderna. La seva figura servirà de model per a futures generacions de dones a causa de les seves idees i el seu estil de vida poc convencional per l'època.

## Infantesa

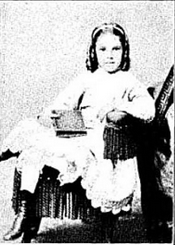
Charlotte Perkins Gilman (1868)

Charlotte Perkins Gilman va néixer a Hartford (Connecticut) el 3 de juliol de 1860. Era filla del matrimoni entre Mary A. Fitch Westcott (1829-1893) i Frederick Beecher Perkins (1828-1899) i va tenir un germà, Thomas Adie Perkins (1859). Va tenir altres dos germans, Henry (1858) i Mery Clarissa (1866), que malauradament no van arribar a complir l'any.
El seu pare era bibliotecari de professió i pertanyia a la influent família Beecher, amb Isabella Beecher Hooker, destacada sufragista, Harriet Beecher Stowe, escriptora abolicionista autora de La cabana de l'oncle Tom i l'educadora conservadora Catharine Beecher.
Quan el seu pare va abandonar la família, el 1859, la seva mare, que pertanyia a la burgesia conservadora de Rhode Island, es va haver de fer càrrec ella sola de la família. Gilman, en els seus escrits autobiogràfics, esmenta sovint els canvis continus de domicili. Ella va passar llargues temporades convivint amb les seves ties paternes després. De vegades s'allotjaven en cases de familiars o amics propers mentre sa mare buscava treball amb què poder mantenir la família, cosa que ella mateixa descriu com: «...quatre anys durant els quals passo per set col·legis diferents, cosa que acaba quan compleixo els quinze anys.»

## Adolescència i casament
Al llarg de la seva adolescència les seves amistats eren majoritàriament femenines; arribà a mantenir una estreta relació romàntica amb Martha Luther. Charlotte ho descriurà més tard a la seva autobiografia de la manera següent: 
| «                                    | Vam estar molt properes l'una de l'altra, la nostra felicitat anava creixent durant aquests quatre llargs anys de joventut. Ella era, més que ningú en aquell moment, la persona més propera i estimada per mi. Això era amor, però no sexe. […] Amb Martha, vaig conèixer la perfecta felicitat. […] No només ens apreciem molt mútuament, sinó que juntes ens divertíem deliciosament. | » |
| — Charlotte P. Gilman, Autobiografia | |   |

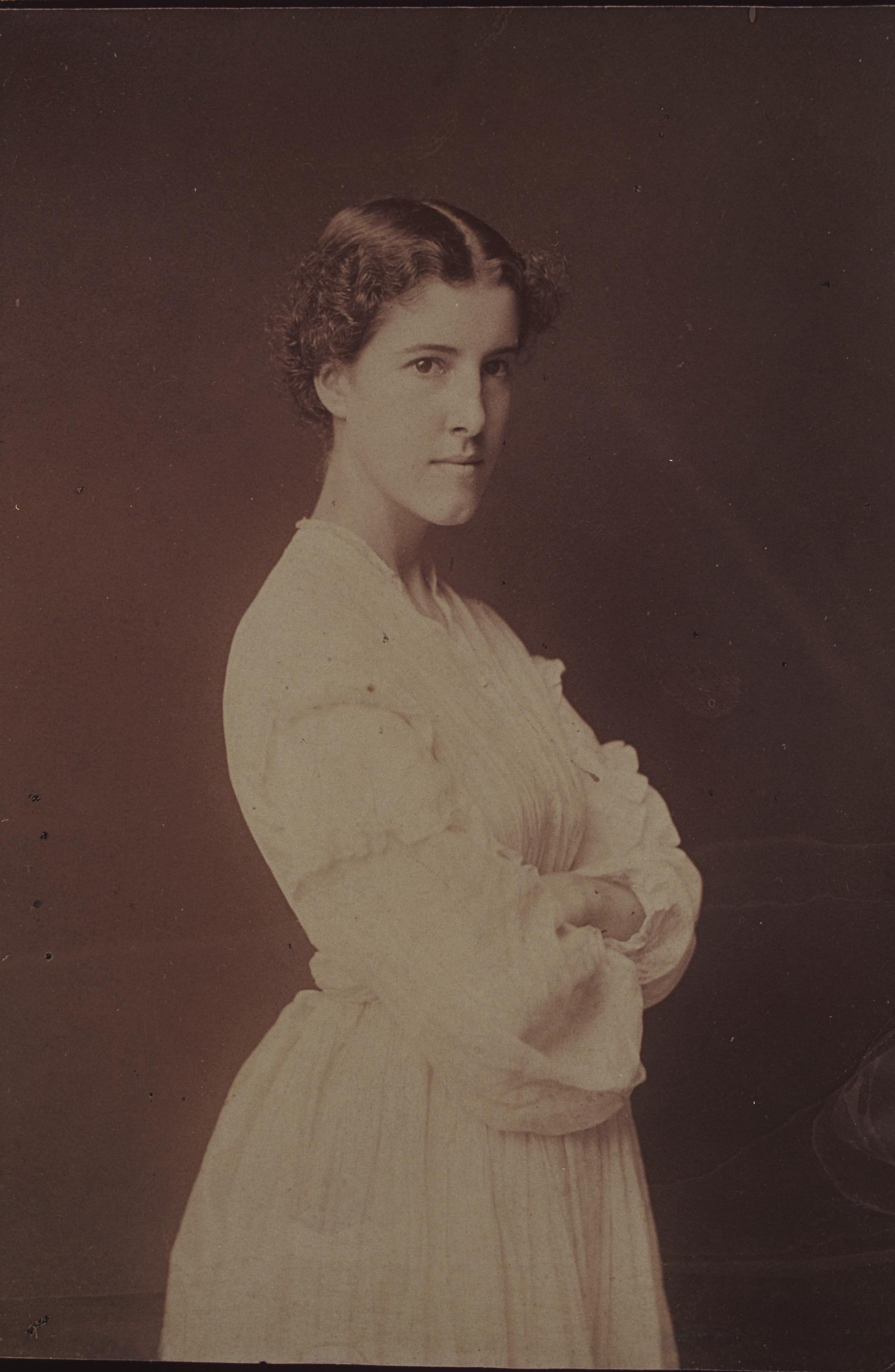
Autoretrat de Charlotte P. Gilman, 1884

El 1878, amb divuit anys, Gilman aconsegueix matricular-se i assistir sovint a l'Escola de Disseny de Rhode Island fins que es gradua el 1883. Per pagar la seva educació, es dedica a donar classes particulars, vendre aquarel·les i targetes de felicitació així com realitzar elaborats dissenys publicitaris per a anuncis, treballs amb els quals continuarà després de la seva graduació per sufragar les seves despeses.
Durant l'estiu de 1881, Luther coneix Charles A. Lane, amb qui es casa l'1 de novembre del mateix any i la parella es trasllada a Hingham, on van néixer els seus dos fills, Charles C. (1883) i Margaret L. (1886). Per a Gilman, tot això suposa un impacte emocional massa fort del qual deixarà constància en la seva autobiografia i en la correspondència que manté amb Martha Luther (parcialment conservada), que durarà al llarg de les seves vides.

## Edat adulta
El 1882, a l'edat de vint-i-dos anys, Gilman coneix Charles Walter Stetson, un jove artista amb el qual es casarà el 2 de maig de 1884. El 23 de març de 1885 naixerà la seva filla Katharine Beecher Stetson. En els mesos posteriors al naixement Gilman va patir una profunda depressió. Mai fins aleshores s'havia sentit atreta pel matrimoni, la família i molt menys per la maternitat o la vida domèstica. El que va començar com una il·lusió, després de la decepció emocional soferta en casar-se la seva amiga íntima, es va convertir en un nou pou emocional.
Charlotte Gilman, que aleshores tenia vint-i-sis anys, va buscar l'ajuda d'un tal Dr. Mitchel, prestigiós neuròleg de Filadèlfia. Se li va diagnosticar esgotament nerviós i li van prescriure una «cura de descans», un controvertit tractament del qual Mitchell era pioner. Després de sis setmanes, Gilman va poder marxar a casa amb aquestes instruccions:
| «             | Visqui una vida tan domèstica com es pugui. Tingui la seva filla amb vostè tot el temps ... Descansi durant una hora després de cada àpat. Com a màxim tingui dues hores d'activitat intel·lectual al dia. I mai toqui una ploma, un llapis o un pinzell en la seva vida. | » |
| — Dr. Mitchel | |   |

Aleshores la depressió postpart no era un quadre clínic conegut pels especialistes, de manera que tot i buscar ajuda especialitzada l'únic que va rebre van ser les habituals prescripcions de repòs absolut, tot recomenant-li que no fes cap treball intel·lectual o qualsevol altra ocupació més enllà del paper domèstic i familiar, cosa que la va portar a un agreujament de la seva depressió i la va acostar perillosament a un col·lapse emocional total.
Durant l'estiu de 1888, Gilman va passar una temporada a Bristol amb la seva filla Katharine i allà va començar a notar una progressiva millora de la seva depressió. Finalment va decidir separar-se del seu espòs, ho considerava necessari per millorar la seva salut mental. Anys més tard, l'abril de 1894, el matrimoni es va divorciar, cosa insòlita per l'època. Aquesta experiència li servirà per a més endavant escriure una de les seves obres més conegudes i valorades El paper de paret groc (1892).

Després de la seva separació, Gilman va marxar amb la seva filla a Califòrnia. Al llarg de l'any 1890 es va inspirar prou per produir quinze assajos, poemes, i una novel·la. Per a ella va ser una època de gran creativitat, activisme social i activitat intel·lectual. Paral·lelament participava en diverses organitzacions feministes i reformistes com la Pacific Coast Woman's Press Association, la Woman's Alliance, l'Economic Club, l'Ebell Society, la Parents Association i l'State Council of Women.

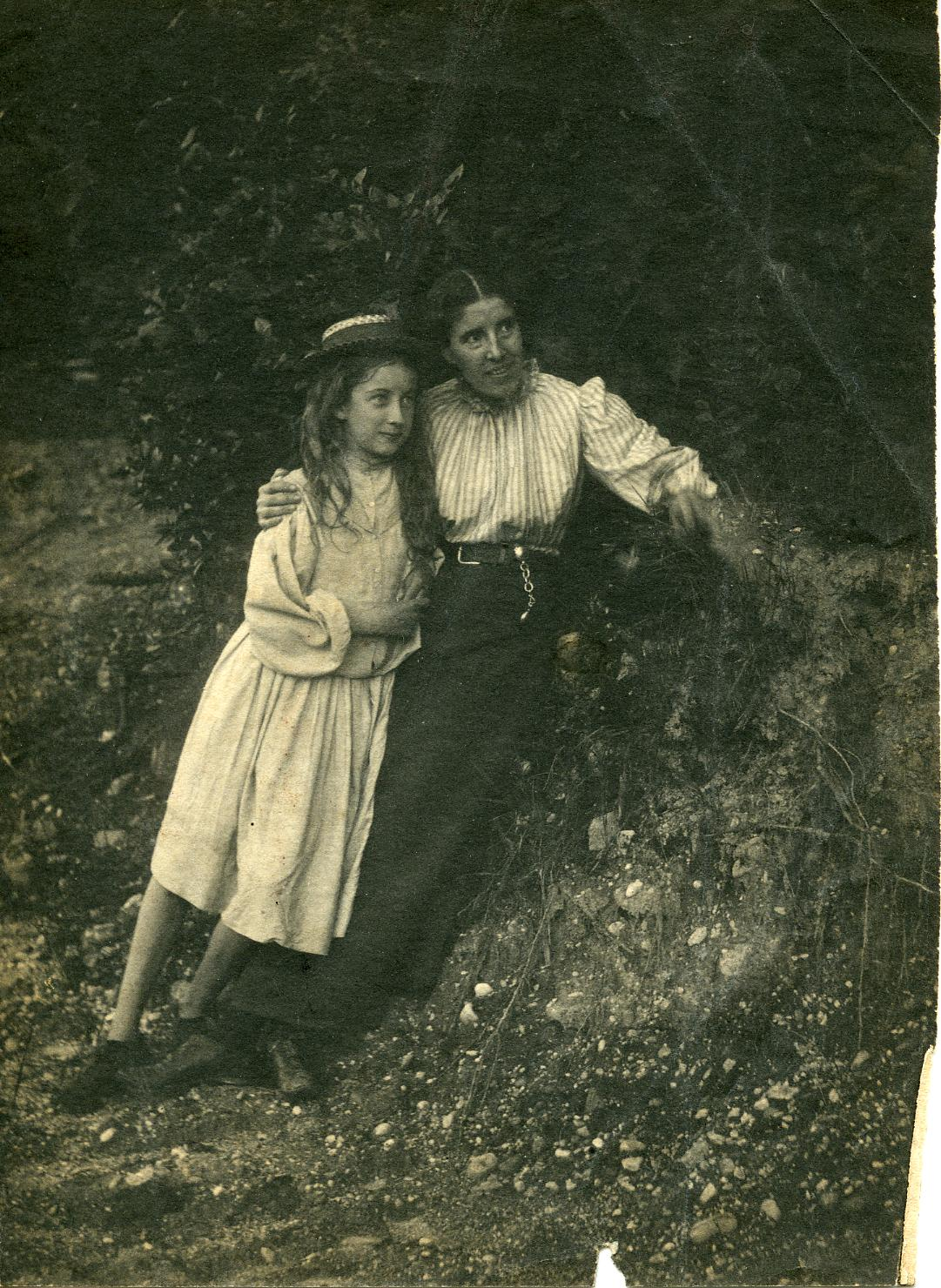
Charlotte P. Gilman i la seva filla Katherine B. Stetson (1897)

El 1892 va publicar la seva primera obra, El paper de paret groc, un relat breu inspirat en la seva pròpia experiència durant l'època depressiva i la cura de repòs, una de les seves obres més conegudes i valorades. La història tracta sobre una dona que pateix una malaltia mental després d'estar dos mesos atrapada dins de casa mirant el mateix repugnant empaperat groc. Va escriure aquesta història per canviar l'opinió de la gent sobre el rol de les dones en la societat, il·lustrant com la manca d'autonomia de les dones anava en detriment de la seva salut mental, emocional i fins i tot física. La narradora de la història ha de fer el que el seu marit i el seu metge li exigeixen, encara que el tractament que prescriuen contrasta directament amb el que ella de veritat necessita: estimulació mental, i la llibertat d'escapar a la monotonia de l'habitació en què es troba confinada. El relat era essencialment una resposta al metge que havia intentat treure-la de la depressió amb una «cura de descans» i ella li va enviar una còpia de la història.
Charlotte va escriure-la entre el 6 i el 7 de juny de 1890 a la seva casa de Pasadena. Va ser impresa un any i mig després al The New England Magazine del gener de 1892. Des de l'edició original, el relat ha sigut recopilat en moltes col·leccions de literatura i llibres de text.
Gilman va començar a impartir conferències sobre nacionalisme per al Radical Nationalist Party i va guanyar visibilitat pública amb el seu primer volum de poesia, In This Our World, publicat el 1893. La seva carrera com a conferenciant va agafar pes, i les seves conferències van arribar a ser una font habitual d'ingressos. La seva fama va créixer juntament amb el seu cercle social d'activistes reformistes i escriptores del moviment feminista.
El seu exmarit Charles es va tornar a casar, amb Grace Ellery Channing, amiga íntima de Gilman. El 1894, Charlotte va enviar la seva filla a l'est perquè visqués amb el pare i la seva nova esposa. Gilman va escriure en les seves memòries que estava feliç per la parella i que «la segona mare de Katharine era tan bona com la primera, millor en més d'un sentit.». De fet va romandre pròxima a la parella i a la seva filla formant una família molt poc convencional per a l'època.

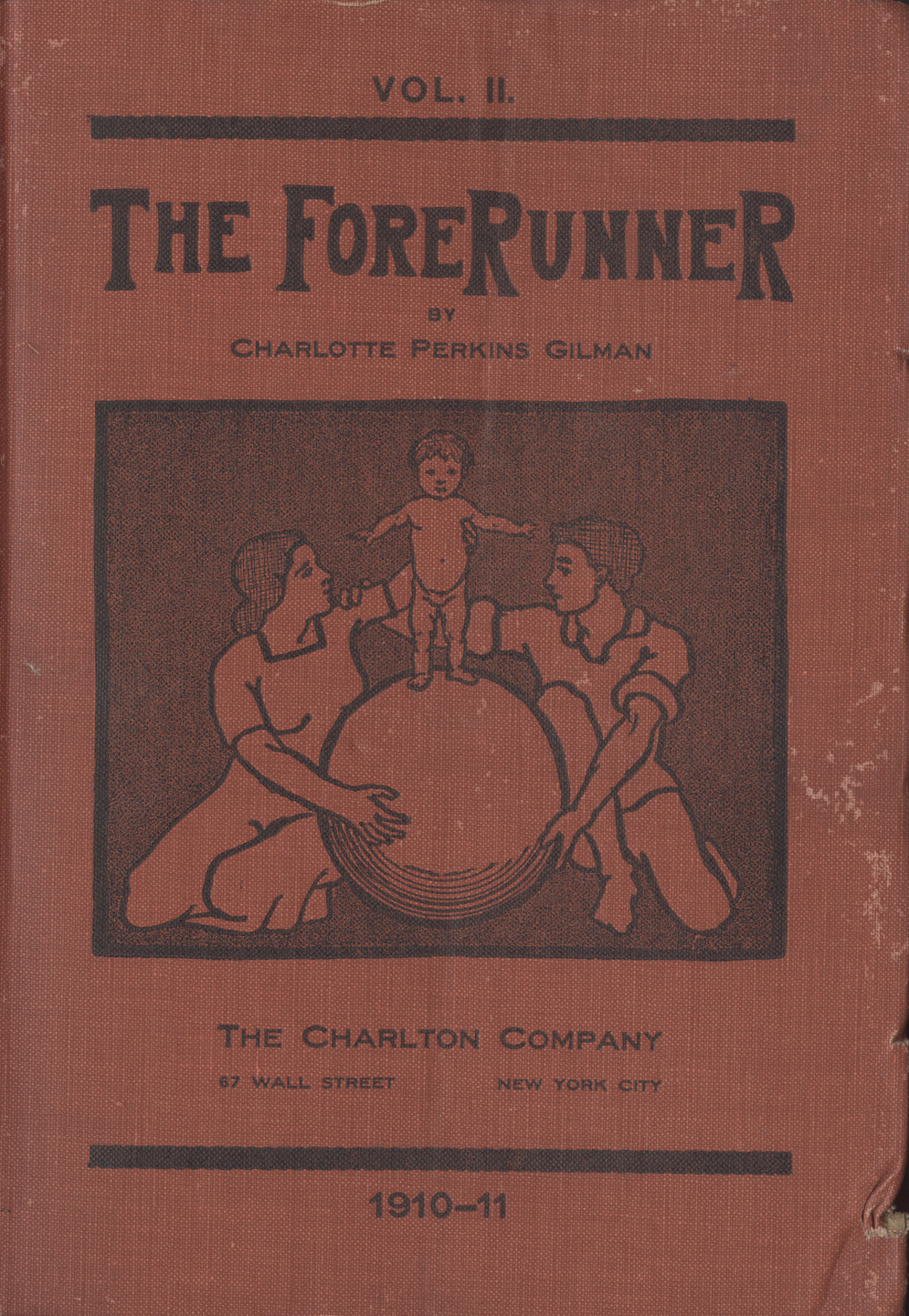

Anys més tard, la seva filla Katharine Stetson es casarà el 1918 amb l'artista Frank Tolles Chamberlin. El matrimoni tindrà dos fills: Dorothy, nascuda el 1918, i Walter, nascut el 1920. El 1919 es traslladen a viure a Pasadena. Mai perden el contacte amb Gilman, i és habitual que mantinguin una freqüent correspondència malgrat la distància.
Entre 1894-1895 Gilman va editar el setmanari The Impress, publicat per la Pacific Coast Women's Press Association (anteriorment el Bulletin). Al cap de vint setmanes es va tancar per la controvèrsia social que suscitava el seu estil de vida: ser una mare poc natural i una dona que s'havia divorciat del marit.
L'abril de 1897, després de quatre mesos de conferències, Gilman va començar a pensar sobre les relacions de gènere i l'economia en la vida nord-americana. Això la porta a crear el primer esborrany de Women and Economics. A Study of the Economic Relation Between Men and Women as a Factor in Social Education. El llibre, publicat al 1898, va ser traduït a set idiomes i va col·locar Gilman en el focus d'atenció internacional. És un text clàssic del feminisme al segle xix. L'argumentació denuncia que la superioritat de desenvolupament humà (social) dels homes es deu a una distinció d'humanitat (cultural), no de sexe (essencialisme). I que aquesta és totalment assolible per les dones si utilitzen les seves facultats humanes (desenvolupament sociocultural). És un text subversiu, perquè suposa un canvi d'actitud radical envers les relacions entre sexes i la societat:
| «                                          | Quan aprenguem a diferenciar entre humanitat i masculinitat valorarem qui mereix ser valorat […] Haurem de confiar en el temps, els estudis i l'experiència per demostrar la veritat. | » |
| — Charlotte P. Gilman, Women and Economics | |   |

## Anys de plenitud

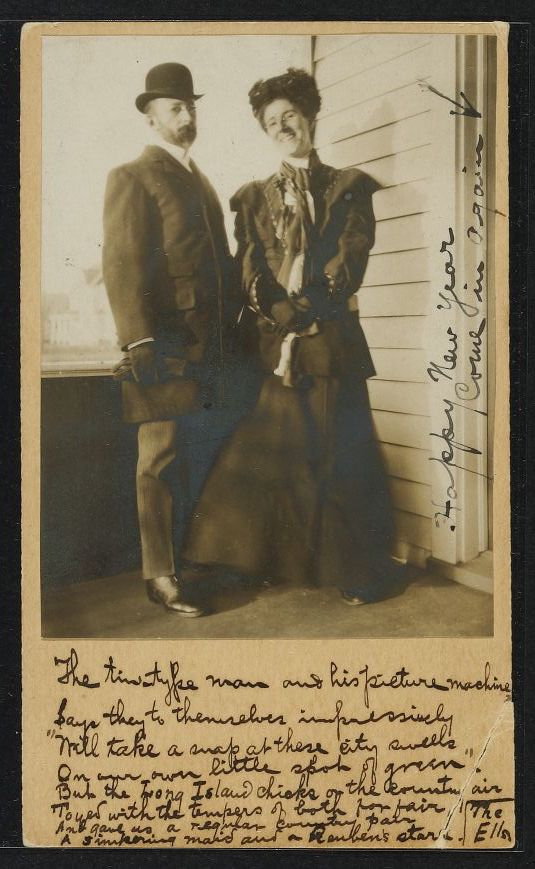
Charlotte amb el seu marit George H. Gilman

Després que la seva mare morís el 1895, Charlotte va decidir tornar a l'est per primera vegada en vuit anys. Allí va entrar en contacte amb George Houghton Gilman, cosí seu, al qual no havia vist en aproximadament quinze anys, i que era un advocat de Wall Street. L'11 de juny de 1900, amb 40 anys, Charlotte tornarà a contreure matrimoni per segona vegada, amb el seu cosí, un home solidari amb les seves aspiracions feministes, que va saber donar-li suport en els seus projectes i la llibertat necessària per realitzar-los. El seu matrimoni no s'assemblarà en res al precedent amb Walter. Dos anys després, el 1902, naixerà el seu fill Yadir Gilman.
El 1903 va escriure un dels seus llibres més aclamats per la crítica, The Home: Its Work and Influence, que ampliava el contingut de Women and Economics (1898), afirmant que les dones estan oprimides a casa seva i que l'entorn en què viuen ha de modificar-se per la seva salut mental.
Activista del moviment pels drets de les dones, fins i tot a nivell internacional, el 1903 Charlotte va parlar al Congrés Internacional de la Dona a Berlín i l'any següent va viatjar per Anglaterra, Holanda, Alemanya, Àustria i Hongria fent conferències. Entre els viatges i l'escriptura, la seva carrera com a figura literària estava asseurada.
Charlotte continua amb el seu magnífic període creatiu, començant la publicació com a editora i escriptora de la revista The Forerunner que des de 1909 fins al any 1916 donarà difusió a gran part de la seva ficció. Es aquí on Gilman publica Terra d'elles/Herland, una de les primeres ¿ginecotopies de l'Europa moderna, digna successora del Llibre de la ciutat de les dames, escrita al 1405 per Christine de Pisan.
El 1925 finalitza la seva autobiografia, The Living of Charlotte Perkins Gilman (que es publicarà més tard a títol pòstum). Continuarà donant conferències, reivindicant la independència econòmica de les dones.
Després d'anys vivint a Nova York, Charlotte, el seu marit i el seu fill Yadir es traslladen a l'antiga casa d'Houghton a Norwich. El 1934, després de la sobtada mort del seu marit per una hemorràgia cerebral, Gilman torna a Pasadena, al costat de la seva filla, de Grace E. Channing i els seus nets.
Al cap de poc de temps, se li diagnostica un càncer de pit incurable. Tot just un any després la pensadora, ferma defensora de l'eutanàsia per als malalts terminals, va decidir no continuar vivint amb la seva malaltia i se suïcida amb una sobredosi de cloroform el 17 d'agost de 1935. En la seva nota de suïcidi escriurà:
| «                     | Quan tota la utilitat ha acabat, quan un té la certesa d'una mort imminent i ineludible, és el més simple dels drets humans triar una mort fàcil i ràpida en lloc d'una mort lenta i horrible. | » |
| — Charlotte P. Gilman | |   |

## Contextualització del pensament de Charlotte Perkins Gilman
El pensament social de Gilman ha de ser contextualitzat en el moment que un considerable nombre de dones als Estats Units, normalment blanques i de classe mitjana, començaven a tenir accés a l’esfera pública. Aquesta fita històrica anava acompanyada d’importants debats públics sobre temes com el moviment sufragista, la sexualitat i la voluntat de retardar fins i tot renunciar al matrimoni i a la maternitat.
La tasca intel·lectual de Gilman va ser argumentar que la dependència econòmica de la dona dins del matrimoni, dependència causada pel consens social que el treball de la dona a la llar no té valor mereixedor de ser remunerat, determina l’estatus subordinat d’una meitat de la població a l’altra meitat. Per a Gilman, si les tasques de la llar com ara cuinar, netejar la casa, tenir cura dels nadons i infants estiguessin a càrrec de professionals vocacionals, llavors les dones podrien accedir al treball públic i remunerat, la qual cosa faria que obtinguessin finalment un estatus social equiparable al dels homes i que deixessin d’estar artificialment subordinades dins del matrimoni. Només llavors les dones podrien gaudir d’una vida plena en totes dues esferes: la de la llar i la del món.

## Obres

### El món de l’home o la nostra cultura androcèntrica[26](1911)
En aquest assaig sociològic, Charlotte Perkins Gilman construeix la seva crítica a la cultura androcèntrica. Segons l’autora, l'androcentrisme ha alterat els rols vertaders de dones i homes i aquest fet ha perjudicat i alentit el desenvolupament correcte de la humanitat. Així, la dominació masculina i la submissió de la dona, propagades per una cultura centrada en la masculinitat, han perjudicat dones, homes i infants.
En cada capítol d’aquest llibre Gilman analitza un aspecte social diferent com ara l’educació, l’economia, la religió, la justícia, els esports o la literatura. S'hi estudien els canvis que han provocat els efectes de l’excessiva influència masculina en cadascun d’aquests àmbits i com aquests han allunyat homes i dones de les seves funcions veritables.
El llibre és un clar manifest per la igualtat i una denúncia al greuge que ha causat la cultura que privilegia un sexe i en discrimina l’altre.

#### Capítol 1: Sobre la humanitat[26]
Gilman diu que ens hem preocupat tant per fenòmens de la masculinitat i la feminitat que no hem parat prou atenció a la nostra condició humana. Individualment i físicament som animals, socialment i psíquicament som, en major o menor grau, humans, i la nostra veritable història rau en el desenvolupament de la humanitat.

En aquest primer capítol Gilman reivindica que els adjectius i els derivats basats en les distincions femenines són aliens i despectius quan s'apliquen als assumptes humans; «efeminat» (massa femení) connota menyspreu, però no té equivalent masculí, mentre que «emasculat» (no prou masculí) és un terme de retret i no té equivalent femení.
Fins i tot en el nom dels animals hem pres el mascle com a l’arquetip de l’espècie i hi afegim una terminació especial per indicar-ne la seva femella: lleó, lleona, tigre, tigressa. Tot el nostre sistema humà es basa en la mateixa suposició tàcita: l’home es considera l’arquetip humà, mentre que la dona és una subespècie d’acompanyament i subordinació que només és necessària per a la reproducció. (Pàg. 27 El món de l’home o la nostra cultura androcèntrica, 1911. Editorial Gregal)
Partint d’aquesta conjectura, tots els estàndards humans, segons Gilaman, s'han basat en característiques masculines, i quan es vol elogiar el treball d’una dona, es diu que té una «ment masculina». Gilman considera que el que hem anomenat «masculí» i admirat era en gran part humà i s'hauria d’haver aplicat a ambdós sexes. El que s'ha anomenat «femení» i condemnat també era en gran part humà i aplicable a tots dos.
Per a l’home, el món sencer era seu, perquè era un mascle; i el món de la dona era la llar, perquè era una femella. A ella, se li havia assignat un espai i estava estrictament limitada a les seves ocupacions i aficions femenines. Ell tenia els altres aspectes de la vida i, com que eren seus, va insistir en anomenar-los masculinament. (Pàg. 29 El món de l’home o la nostra cultura androcèntrica, 1911. Editorial Gregal)

#### Capítol 2: La família androcèntrica[26]
En aquest segon capítol Gilman assenyala que el patriarcat ha considerat que la dona és propietat de l’home, un mitjà de plaer per a ell.
Cada artesania, professió, ciència, art, l’educació: tot això és humà. Que un únic sexe hagi monopolitzat totes les activitats humanes, anomenant-les «obra de l’home», i les hagi regides com a tals, és el que volem designar amb l’expressió «cultura androcèntrica». (pàg. 30)

#### Capítol 3: La salut i la bellesa[26]
En aquest capítol Gilman reivindica que la decoració externa dels cossos també es deu a la influència de la dominació masculina. La dona és l’única femella que porta la càrrega de l’ornament sexual. Els homes, en un entorn exclusivament intermasculí, han elaborat un vestit que és pràctic però gens bonic. I les dones, diu Gilman, vesteixen a la moda i duen vestits feixucs.
L'autora també manifesta que l'espècie humana és l’única espècie en la qual la femella ha depès del mascle per subsistir atès que és l'única espècie que practica la prostitució.

Gilman també assenyala que als inicis del procés fisiològic humà, al començament de la vida humana, es va alterar l’ordre de la naturalesa humana i ara se n’estan patint les conseqüències.
Gran part del que l’home anomena bellesa femenina no és en absolut bellesa humana, sinó el desenvolupament excessiu de certes característiques que apel·len a ell com a home. La grassor excessiva n’és un exemple, ja que es considera bella una dona que en realitat és una mostra de debilitat, inutilitat i mala salut. La mida relativament menuda de les dones, deliberadament preferida i integrada a l’espècie, és un revés al veritable progrés humà. (Pàg 47 El món de l’home o la nostra cultura androcèntrica, 1911. Editorial Gregal)

#### Capítol 6: Els jocs i els esports[26]
En aquest capítol Gilman assegura que en el joc i els esports es troben algunes de les diferències més importants entre els caràcters essencials i les posicions artificials dels homes i de les dones. La majoria dels jocs i dels esports estan destinats bàsicament al públic masculí i, com a tals, són aliens al femení. A més, Gilman afirma que la participació de les dones en els jocs humanament més interessants s'ha restringit arbitràriament.

L’autora diu que no només s'ha rebaixat l’estímul de joc de les dones, restringint-les a una sèrie d’ocupacions i sobrecarregant-les fent-les compaginar el treball matern amb les tasques domèstiques, sinó que, a més, des de la infància es comença a ensenyar-los els mètodes de joc segons el sexe. 
Considerant les dones només com a sexe, fabriquem i comprem joguines per a les nostres nenes d’acord amb aquest punt de vista. Si és nena, és a dir, una futura mare, necessitem procurar-li un nadó abans que ho deixi de ser ella mateixa, i confiem que el seu joc consistirà en una imitació de les responsabilitats maternes. (Pàg. 80 El món de l’home o la nostra cultura androcèntrica, 1911. Editorial Gregal)
No esperem que el nen manifesti amor i responsabilitat paternal per imitació infantil, però esperem que la nena mostri els sentiments maternals per al seu nadó de joguina. Amb tot, encara no ens hem adonat que això és esgarrifós. (Pàg. 81 El món de l’home o la nostra cultura androcèntrica, 1911. Editorial Gregal)

### Dones i economia: un estudi sobre la relació econòmica entre homes i dones com a factor de l’evolució social[18](1898)
En aquesta obra titulada Dones i economia: un estudi sobre la relació econòmica entre homes i dones com a factor de l’evolució social, Charlotte Perkins Gilman fa una anàlisi cultural sobre la relació econòmica que existeix entre les dones i els homes.
Durant l’escrit afirma que la dependència econòmica, la qual és impulsada per les societats patriarcals, és un factor determinant per explicar la posició històrica de la dona, és a dir, l’exclusió d’aquest col·lectiu del món intel·lectual i de treball extern o l’estructuració del matrimoni i la família. Per tant, considera que la independència econòmica és una de les vies per tal que la dona es comenci a integrar en un món més intel·lectual, el qual li permeti fer un creixement personal i la incorporació al mercat de treball remunerat.
La pobresa era un eix de desigualtat molt present en aquella societat, de tal manera que la independència econòmica era més difícil d’assolir per les dones pobres que per les riques. Aquest fet, Gilman l'exposa i el relaciona amb la maternitat. Les dones més pobres tenien més fills, mentre que les més riques en tenien menys. Això feia que les dones amb menys recursos haguessin de dedicar més temps a cuidar i educar els seus infants, mentre que les que els seus marits disposaven de més poder adquisitiu, tenien més temps lliure que el podien dedicar a fer altres coses.
Amb el procés d’industrialització aquest factor es va entregirar. És així que, a diferència de les dones que vivien en zones agrícoles, que necessitaven tenir molts fills per tal que poguessin ajudar en les feines del camp i de la llar, a les dones que vivien en zones més industrials el fet de tenir un nombre més gran de fills els suposava un problema de temps.

Un aspecte molt important i que deixa clar durant tota l’obra és que l'espècie humana és l’única espècie animal que ha imposat que les dones hagin de dependre dels homes per a sobreviure.
No existeix una ment femenina i una altra de masculina. El cervell no és un òrgan sexual. Seria com parlar d’un fetge femení i d’un altre masculí. (Pàg. 117 Dona i Economia, 1898, Charlotte Perkins Gilman).
Gilman transcendeix afirmant que els homes són els que controlen l’activitat femenina, el que poden fer i el que deixen de fer, la qual cosa comporta una errònia distribució del poder i la possibilitat que l’home s'emporti el mèrit del progrés humà.
Una altra idea, la qual comparteix similitud amb el concepte d’assistència immediata de Marianne Weber, és que les dones es veuen obligades a exercir una doble funció. Per una banda, la maternitat i per una l'altra el treball domèstic, el qual, segons l’autora, és un martiri. A partir d’aquesta anotació podem deduir que la gent d’aquella època tingués present la imatge que la dona és una treballadora no assalariada i que no disposa ni de creativitat ni de creixement personal, la qual cosa s'obvia, ja que la dona d’aquella època mai havia disposat de l’oportunitat ni de formar-se ni de fer qualsevol funció que s'allunyés de les ja esmentades.

Finalitza l’obra concloent que la solució per a una societat més igualitària ha de passar per un canvi cultural, que consideri que tenir cura de la llar i de l’educació dels infants per fi sigui una tasca igualitària i compartida per tots dos sexes; és per això que dona suport a la professionalització de l’educació dels infants. Aquest procés aportaria a la societat una altra visió sobre el matrimoni, la família i la llar, fent que la independència econòmica i l’especialització de la dona fos un fet veritable. Gilman creu que el canvi cultural és indispensable per a iniciar aquest procés. Aquest es traslladaria en un canvi de mentalitat i, per tant, si es donés amb la creació de societats igualitàries com a premissa principal, el canvi de mentalitat serà molt més fàcil.
El treball de les dones a la llar, veritablement permet als homes produir més riquesa de la que podrien produir d’una forma diversa; i d’aquesta manera, les dones són factors econòmics en la societat. Però també ho són els cavalls. (Pàg. 320, Dona i Economia, 1898, Charlotte Perkins Gilman). 

### Altres textos rellevants de Gilman

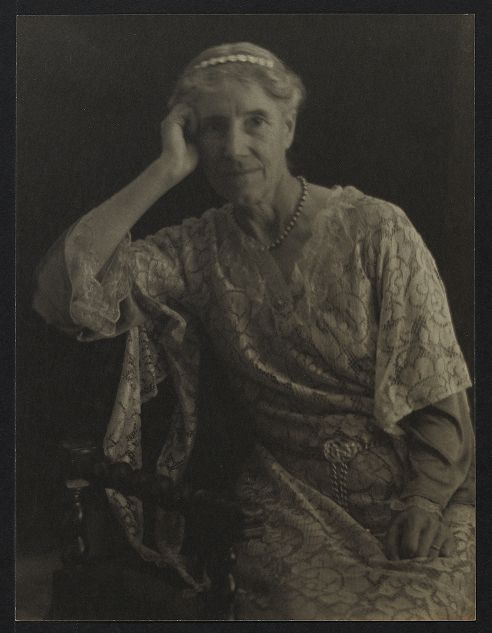
Charlotte P. Gilman, de gran

- Concerning Children[28] (1900). Defensa una maternitat socialitzada i a càrrec d’experts ben formats en la cura i en l’educació de la mainada.
- The Home: Its Work and Influence[29] (1903). Denuncia l’aïllament que representava per a la dona viure en cases unifamiliars i va defensar la necessitat de socialitzar les tasques domèstiques. Gilman, quant a la planificació d’habitatges, defensava l’existència de pisos sense cuina. Per ella la llar havia de ser l’espai de benestar personal i de l’afecte, per la qual cosa feines com cuinar havien de ser només en mans de professionals vocacionals que treballessin en cuines públiques i en serveis de menjar a domicili.
- Human Work[30] (1904). En aquesta obra Gilman defensa que el treball és treball (i això inclou tots els treballs domèstics tradicionalment entesos com a «treballs fets per amor») i, per tant, ha de ser remunerat i un espai de creixement per la treballadora i el treballador.
- His Religions and Hers[31] (1923). Gilman assegura que si fossin les dones i no pas els homes qui tinguessin el poder a la teologia i a les institucions eclesiàstiques, les religions estarien molt més centrades en el naixement i en la preservació i sostenibilitat de les vides humanes, a diferència d’avui en dia, en què la religió està orientada a valors tradicionalment masculins com ara la mort i el càstig.

## Traduccions al català
Llista d'obres ordenades per la data original de publicació en anglès. Es poden veure també totes les obres publicades disponibles en la Biblioteca Nacional de Catalunya de Gilman, Charlotte Perkins.
- Gilman, Charlotte Perkins. El Paper de paret groc / The Yellow Wallpaper (1892). Introducció d'Eulàlia Lledó. Traducció de Montserrat Abelló.  Barcelona: Editorial Laertes, 2016. ISBN 9788416783045.
- Gilman, Charlotte Perkins. Terra d'elles / Herland (1925). Introducció d'Eulàlia Lledó. Traducció de Jordi Vidal Tubau.  Barcelona: Laertes, 2002. ISBN 8475844782.
- Gilman, Charlotte Perkins. El Món de l'home, o, La nostra cultura androcèntrica. Traducció de Maite Coll Mariné ; Pròleg de Rodrigo Andrés.  Maçanet de la Selva: Editorial Gregal, 2017. ISBN 9788417082147. Arxivat 2018-10-09 a Wayback Machine.

## Documents originals digitalitzats
Recull arxivístic de documentació original de l'escriptora, tant de la seva vida privada com de la seva obra, disponible a la Schlesinger Library at Radcliffe Institute for Advanced Study. Harvard University. Molt ben organitzat, classificat i indexat, molt recomanable per a investigacions exhaustives.
- Schlesinger Library on the History of Women in America has digitalized Charlotte Perkins Gilman's papers Arxivat 2017-09-01 a Wayback Machine. Darrera consulta 01/12/17.
- Papers of Charlotte Perkins Gilman, 1846-ca.1975 (inclusive), 1880-1940 (bulk)1846-19751880-1940 Arxivat 2017-12-02 a Wayback Machine. Darrera consulta 01/12/17.
- More about Gilman's life and view of her diaries, letters, writings, and drawings. 1846-ca.1975. Arxivat 2017-08-28 a Wayback Machine. Darrera consulta 01/12/17.
- Charlotte Perkins Gilman Letters. (1879-1890) Rhode Island Historical Society. Darrera consulta 01/12/17. Col·lecció de 32 cartes i dos poemes de Charlotte P. Gilman dirigits a Martha Luther Lane entre 1879 i 1890, a la "Rhode Island Historical Society".